# Чорлих, Миклауш
Ми́клауш Чо́рлих, немецкий вариант — Николаус Чорлих (в.-луж. Mikławš Čórlich, нем. Nikolaus Czorlich; 1 ноября 1784 года, деревня Дубренк, Лужица, курфюршество Саксония — 1 августа 1858 года, Радвор, королевство Саксония) — католический священник, серболужицкий общественный деятель национального возрождения.

## Биография
Родился 1 ноября 1784 года в крестьянской семье в деревне Дубренк в окрестностях города Будишин, Лужица. С 1806 по 1812 год обучался в Лужицкой семинарии в Праге. В 1806—1808 годах обучался в пражской немецкоязычной малостранской гимназии. С 1809 года по 1812 год изучал философию и теологию в Карловом университете. В 1813 году возвратился в Лужицу, где до 1820 году служил викарием. В 1820 году был назначен настоятелем в католический приход в Радворе.
Был членом Радворского серболужицкого крестьянского общества. Во время германской революции 1848 года выступил с манифестом за установление конституционной монархии в Саксонии. Его речь под названием «Rěč w Radworskim serbskim towarstwje» была опубликована в январе 1849 года в журнале «Jutnitžka», который издавал Якуб Кучанк.